# Qami
Qami é uma canção do cantor arménio Sevak Khanagyan. Esta canção representará a Arménia no Festival Eurovisão da Canção 2018.